# Daniel Giger
Daniel Giger (ur. 13 października 1949 w Bernie) – szwajcarski szpadzista, dwukrotny medalista olimpijski i wielokrotny medalista mistrzostw świata.
Na igrzyskach olimpijskich w Monachium w 1972 roku reprezentacja Szwajcarii w składzie: Guy Evéquoz, Peter Lötscher, Daniel Giger, Christian Kauter i François Suchanecki zdobyła srebrny medal w turnieju drużynowym. Indywidualnie odpadł w półfinałach. Na rozgrywanych cztery lata później igrzyskach olimpijskich w Montrealu wspólnie z Christianem Kauterem, Michelem Poffetem, François Suchaneckim i Jean-Blaise Evéquozem wywalczył drużynowo brązowy medal. W zawodach indywidualnych zajął 25. miejsce. Brał tez udział w igrzyskach olimpijskich w Los Angeles w 1984 roku, zajmując dziewiąte miejsce drużynowo i dwunaste indywidualnie.
Podczas mistrzostw świata w Ankarze w 1970 roku Szwajcarzy w składzie: Daniel Giger, Christian Kauter, Peter Lötscher, Alexandre Bretholz i Christian Stricker zdobyli brązowy medal w zawodach drużynowych. W tej samej konkurencji Giger zdobywał następnie srebrne medale na mistrzostwach świata w Buenos Aires (1977), mistrzostwach świata w Clermont-Ferrand (1981) i mistrzostwach świata w Rzymie (1982). Na mistrzostwach świata w Wiedniu (1983) wywalczył srebrny medal w turnieju indywidualnym, przegrywając tylko z Elmarem Borrmannem z RFN.